# Lindtneria
Lindtneria Pilát (poropłaszczka) – rodzaj grzybów z rodziny Stephanosporaceae.

## Charakterystyka
Grzyby kortycjoidalne o owocniku rozpostartym, rozproszonym, błoniastym. Hymenofor meruloidalny do poroidalnego lub hydnoidalny. System strzępkowy monomityczny, strzępki ze sprzążkami lub bez (przeważnie występują oba typy), zwykle w miejscach rozgałęzień nabrzmiałe. Podstawki maczugowate, 4-sterygmowe, zawierające w cytoplazmie silnie cyjanofilne kuleczki lub gutule. Bazydiospory kuliste do szeroko elipsoidalnych, szkliste do przeważnie jasnobrązowych, nieco grubościenne, kolczaste lub z ornamentacją przypominającą grzbiety, nieamyloidalne, cyjanofilne.
Lindtneria charakteryzuje się przede wszystkim podstawkami o cyjanofilnej granulacji oraz cyjanofilnymi, ornamentowanymi bazydiosporami. Jest filogenetycznie bardzo blisko spokrewniona z rodzaj Stephanospora Pat., który również ma cyjanofilne grubościenne i ornamentowane bazydiospory. Eriksson i Ryvarden (1975) wskazali na pokrewieństwo Lindtnerii z rodzajem Cristinia ze względu na obecność cyjanofilnych granulek u osobników z niedojrzałymi podstawkami, a związek ten potwierdzają także wyniki badań molekularnych.

## Systematyka i nazewnictwo
Pozycja w klasyfikacji według Index Fungorum
Stephanosporaceae, Agaricales, Agaricomycetidae, Agaricomycetes, Agaricomycotina, Basidiomycota, Fungi.
Synonimy
Cyanobasidium Jülich, Mycolindtneria Rauschert, Sulphurina Pilát, Sulphurina Pilát.
Polską nazwę zaproponował Władysław Wojewoda w 2003 r.
Gatunki mykobioty Polski
- Lindtneria chordulata (D.P. Rogers) Hjortstam 1987[5]
- Lindtneria flava Parmasto 1968 – poropłaszczka pomarańczowa
- Lindtneria panphyliensis Bernicchia & M.J. Larsen 1990[5]

Nazwy naukowe na podstawie Index Fungorum. Wykaz gatunków i nazwy polskie według W. Wojewody i innych.